# Uno studio in nero
Uno studio in nero (titolo originale A Study in Terror) è un romanzo poliziesco di Ellery Queen, pubblicato nel 1966.
La trama, caso insolito per l'autore, non è originale ma è tratta dalla sceneggiatura del film Sherlock Holmes: notti di terrore (A Study in Terror) del 1965.

## Trama
Mentre sta lavorando al suo ultimo romanzo, in un momento di scarsa ispirazione, Ellery Queen riceve in forma anonima un misterioso manoscritto firmato dal dottor Watson, braccio destro di Sherlock Holmes, datato 1888: l'anno in cui Jack lo Squartatore terrorizzava la Londra di fine secolo con i suoi delitti efferati. E infatti il manoscritto, inedito, narra proprio la vicenda, rimasta segreta per molti anni, che vede il grande investigatore londinese alle prese con uno dei più misteriosi e spietati serial killer del secolo. Attraverso le pagine del racconto di Watson, Ellery si lancia a capofitto nella Londra del 1888 e, con l'aiuto di un insolito Holmes, arriverà a sua volta all'amara soluzione dello strano caso di Jack lo Squartatore e a comprendere le ragioni che spinsero il grande detective a vietare a Watson di rivelare al pubblico la verità.

## Personaggi principali
- A New York, nel 1966
  - Ellery Queen - scrittore e investigatore dilettante
  - Grant Ames III - playboy, amico di Ellery
  - Madge Short, Katherine Lambert, Rachel Hager - invitate a una festa
  - Richard Queen - capo della Squadra Omicidi di New York
- A Londra, nel 1888
  - Sherlock Holmes - investigatore
  - Dottor John H. Watson - medico, suo amico e assistente
  - Kenneth Osbourne, Duca di Shires - nobiluomo
  - Richard Osbourne, Lord Carfax - suo figlio maggiore
  - Michael Osbourne - suo figlio minore
  - Angela Osbourne - moglie di Michael
  - Deborah Osbourne - figlia di Lord Carfax
  - Dottor Murray - medico filantropo
  - Sally Young - sua assistente
  - Pierre - un vagabondo senza memoria
  - Joseph Beck - prestatore su pegno
  - Max Klein - proprietario di un pub
  - Mycroft Holmes - fratello di Sherlock
  - Lestrade - ispettore di Scotland Yard

## Critica
La parte ambientata nella New York contemporanea, nella quale Ellery Queen ricostruisce il caso narrato nel manoscritto, è opera di Dannay e Lee, mentre la stesura delle parti ambientate nella Londra di Sherlock Holmes è di Paul W. Fairman. Nel libro, il finale e l'identità di Jack lo Squartatore sono comunque diversi rispetto al film.

"Un altro apocrifo sperimentale riuscito mi sembra essere anche Uno studio in nero di Ellery Queen (1967) [sic] dove Holmes svela l'identità di 'Jack lo Squartatore' e dove gli avvenimenti che si succedono nella New York degli anni '60 aiutano a far luce su altri rimasti irrisolti nella Londra tardo-vittoriana."

## Edizioni italiane
- Ellery Queen, Uno studio in nero, traduzione di Moma Carones, Collana Il Giallo Mondadori n.949, Milano, Arnoldo Mondadori Editore, aprile 1967. - Collana I Classici del Giallo Mondadori n.339, gennaio 1980; Collana Oscar n.2007, Mondadori, 1988; Collana Oscar scrittori moderni n.1987, Mondadori, 2009, ISBN 978-88-04-58671-5; I Classici del Giallo Mondadori n.1444, Mondadori, 2021.